# 盖尔 (萨克森州)
盖尔（德語：Geyer，發音：[ˈɡaɪɐ] ⓘ）是德国萨克森州厄尔士山县的城市，面积18.56平方千米，2023年12月31日人口为3,317人。